# Anasa andresii
Anasa andresii är en insektsart som först beskrevs av Félix Édouard Guérin-Méneville 1857.  Anasa andresii ingår i släktet Anasa och familjen bredkantskinnbaggar. Inga underarter finns listade i Catalogue of Life.